# Selección de voleibol de Israel
La selección masculina de voleibol de Israel  es el equipo masculino representativo de voleibol de Israel en las competiciones internacionales organizadas por la Confederación Europea de Voleibol (CEV), la Federación Internacional de Voleibol (FIVB) o el Comité Olímpico Internacional (COI). La organización de la selección está a cargo de la Igud HaKadur'af BeIsrael. 

## Historia
La selección de Israel nunca se ha clasificado por los Juegos Olímpicos y ha disputado tan sólo 4 ediciones del  Campeonato Mundial  y 3 del  Campeonato Europeo, entre los años 50 y la primera mitad de los años 70 sin obtener resultados relevantes; actualmente disputa las fases previas de las calificaciones a la Eurocopa y al Mundial sin pasar de ronda.
Ha disputado también dos ediciones de la Liga Europea de Voleibol, la de 2012 y la de 2013; en la primera ha acabado el grupo A por detrás de España y Eslovaquia terminando el torneo en sexto lugar.

## Historial
| Juegos Olímpicos      |
| --------------------- |
| - Sin participaciones |

| \| - 1949: No clasificada - 1952: 10º - 1956: 16º - 1960: No clasificada - 1962: 15º \| - 1966: No clasificada - 1970: 19º - 1974: No clasificada - 1978: No clasificada - 1982: No clasificada \| - 1986: No clasificada - 1990: No clasificada - 1994: No clasificada - 1998: No clasificada - 2002: No clasificada \| - 2006: No clasificada - 2010: No clasificada - 2014: No clasificada - 2018: \| | | |                                                                              |
| - 1949: No clasificada - 1952: 10º - 1956: 16º - 1960: No clasificada - 1962: 15º | - 1966: No clasificada - 1970: 19º - 1974: No clasificada - 1978: No clasificada - 1982: No clasificada | - 1986: No clasificada - 1990: No clasificada - 1994: No clasificada - 1998: No clasificada - 2002: No clasificada | - 2006: No clasificada - 2010: No clasificada - 2014: No clasificada - 2018: |

| Liga Mundial          |
| --------------------- |
| - Sin participaciones |

| \| - 1948: No clasificada - 1950: No clasificada - 1951: 10º - 1955: No clasificada - 1958: No clasificada - 1963: No clasificada - 1967: 11º - 1971: 12º \| - 1975: No clasificada - 1977: No clasificada - 1979: No clasificada - 1981: No clasificada - 1983: No clasificada - 1985: No clasificada - 1987: No clasificada - 1989: No clasificada \| - 1991: No clasificada - 1993: No clasificada - 1995: No clasificada - 1997: No clasificada - 1999: No clasificada - 2001: No clasificada - 2003: No clasificada - / 2005: No clasificada \| - 2007: No clasificada - 2009: No clasificada - / 2011: No clasificada - / 2013: No clasificada - / 2015: No clasificada \| | | | |
| - 1948: No clasificada - 1950: No clasificada - 1951: 10º - 1955: No clasificada - 1958: No clasificada - 1963: No clasificada - 1967: 11º - 1971: 12º | - 1975: No clasificada - 1977: No clasificada - 1979: No clasificada - 1981: No clasificada - 1983: No clasificada - 1985: No clasificada - 1987: No clasificada - 1989: No clasificada | - 1991: No clasificada - 1993: No clasificada - 1995: No clasificada - 1997: No clasificada - 1999: No clasificada - 2001: No clasificada - 2003: No clasificada - / 2005: No clasificada | - 2007: No clasificada - 2009: No clasificada - / 2011: No clasificada - / 2013: No clasificada - / 2015: No clasificada |

| Copa Mundial          |
| --------------------- |
| - Sin participaciones |

### Otras competiciones
| Liga Europea |
| --- |
| - 2004: No clasificada - 2005: No clasificada - 2006: No clasificada - 2007: No clasificada - 2008: No clasificada - 2009: No clasificada - 2010: No clasificada - 2011: 6° - 2012: 6º - 2013: 10º - 2014: No clasificada |